# Benedicta de Oliveira
Benedicta Souza Oliveira (Jundiaí, 10 de outubro de 1927 — Santos, 14 de setembro de 2020) foi uma velocista e a primeira técnica de atletismo do Brasil. No seu tempo de atleta, ela competiu nas Olimpíadas de Londres 1948 e foi campeã paulista, brasileira e sul-americana.

## Biografia
Benedicta nasceu em Jundiaí, mas foi criada em Santos, onde teve sua introdução ao vôlei de praia e representou a cidade nos Jogos Abertos do Interior de 1945. Na mesma cidade, a atleta também se destacou como velocista, tornando-se posteriormente campeã paulista, brasileira e sul-americana nos 100m, competindo pela antiga Associação Desportiva Floresta de São Paulo (atual clube Esperia) e pelo Palmeiras. Suas excelentes performances nos clubes paulistas chamaram a atenção e, em um curto espaço de tempo desde o início de sua carreira no atletismo, ela foi escolhida para representar o Brasil nos Jogos Olímpicos de Londres em 1948, nas provas de 100m e no revezamento 4x100m, ao lado de Melânia Luz, Elizabeth Müller, Lucila Pini e Wanda dos Santos.
Apesar de não ter avançado além das séries eliminatórias dos 100m em Londres, a participação na competição representou o ponto mais alto do desempenho de Benedicta como atleta. Naquele ano, o Brasil enviou uma delegação composta por 77 atletas, sendo 70 homens e 11 mulheres.
Benedicta encerrou sua carreira como atleta em 1956 para seguir um novo rumo como treinadora - e seu sonho logo se concretizou. Em 1965, ela se tornou a primeira técnica de atletismo do Brasil e liderou a seleção brasileira para a conquista do campeonato sul-americano, realizado no Rio de Janeiro.

### Morte
Benedicta faleceu na noite de 14 de setembro de 2020, e a razão de seu óbito permaneceu não revelada. Seu corpo foi velado e sepultado em Santos, no estado de São Paulo. A ex-velocista teria completado 93 anos em 10 de outubro daquele ano. O Comitê Olímpico Brasileiro (COB) e a Confederação Brasileira de Atletismo (CBAt) expressaram condolências e solidariedade à comunidade esportiva, bem como aos amigos e familiares.